# Hinterhof (Nürnberg)
Hinterhof  (nürnbergisch: Hindahuf) ist eine Wüstung im Gemeindegebiet der kreisfreien Stadt Nürnberg.

## Geographie
Der Weiler lag auf einer Höhe von 318 m ü. NHN inmitten einer Waldlichtung. Es entsprangen dort der Schnackenwinkelbrunngraben und der Hinterhofgraben, beides rechte Zuflüsse der Rednitz. Eine Gemeindeverbindungsstraße führte nach Maiach (1,5 km nördlich) bzw. nach Königshof (1,6 km südöstlich).

## Geschichte
Der Ort wurde im Jahr 1385 als „zw hintern Hoffe“ erstmals urkundlich erwähnt. 1388 wurde der Ort „zu dem Nẏdern Meẏach“ genannt. Der Ortsname ist also eine Lageangabe, die Bezug nimmt auf dem vorderen Hof (=das heutige Maiach).
Gegen Ende des 18. Jahrhunderts gab es in Hinterhof ein Anwesen. Das Hochgericht übte das brandenburg-ansbachische Oberamt Schwabach aus, was aber von der Reichsstadt Nürnberg bestritten wurde. Grundherr des Hofes war die Kommende Nürnberg. Es gab zu dieser Zeit eine Untertansfamilie.
Von 1797 bis 1808 unterstand der Ort dem Justiz- und Kammeramt Schwabach. Im Rahmen des Gemeindeedikts wurde Hinterhof dem 1808 gebildeten Steuerdistrikt Eibach (I. Sektion) und der im selben Jahr gegründeten Ruralgemeinde Eibach zugeordnet. 1922 wurde Hinterhof nach Nürnberg eingemeindet. 1965 wurde der Ort für den Bau des Nürnberger Hafens eingeebnet und 1975 die Ortsbezeichnung Hinterhof aufgehoben.

### Einwohnerentwicklung
| Jahr      | 001818 | 001836 | 001840 | 001861 | 001871 | 001885 | 001900 | 001910 |
| Einwohner | 24     | 31     | 34     | 41     | 48     | 44     | 76     | 110    |
| Häuser    | 3      | 3      | 4      |        |        | 9      | 8      |        |
| Quelle    | [ 10 ] | [ 11 ] | [ 12 ] | [ 13 ] | [ 14 ] | [ 15 ] | [ 16 ] | [ 17 ] |

## Religion
Hinterhof war seit der Reformation evangelisch-lutherisch geprägt und nach St. Johannes Baptist (Eibach) gepfarrt.